# Fladungen
Fladungen é um município da Alemanha, situado no distrito de Rhön-Grabfeld, no estado da Baviera. Tem 46,37 km² de área, e sua população em 2019 foi estimada em 2.212 habitantes.